# ヌル・ベクリ
ヌル・ベクリ（ウイグル語: نۇر بەكرى、中国名：努爾・白克力、Nur Bekri、1961年8月9日 - ）は、中華人民共和国の政治家である。新疆ウイグル自治区ウルムチ市長、新疆ウイグル自治区政府主席、国家発展改革委員会副主任兼国家エネルギー局局長を歴任した。

## 経歴
1961年、新疆ウイグル自治区ボルタラ・モンゴル自治州ボルタラ県に生まれる。幼いころから神童の誉れ高く、1977年に首席で高校に入学、翌年1978年に受けた全国普通高等学校招生入学考試（高考）でも優秀な成績であり、17歳で新疆大学に進学した。1982年12月、大学在学中に中国共産党に入党、新疆共産党青年団書記、新疆大学共青団委副書記、校党委常委、宣伝部部長を歴任した。
1993年から2000年にかけてカシュガル地区の行署要員、自治区人民政府副秘書長、中国共産党ウルムチ市委副書記、副市長、代理市長、市長を歴任した。
2000年12月から新疆ウイグル自治区自治区党常任委員、政法委副書記、自治区党委副書記を歴任し、2007年11月から党第十七回大会にて中央候補委員に当選し、2008年1月、自治区人民政府主席に就任した。
2009年ウイグル騒乱が発生した際、「海外からの指揮を受け、国内で実行した、計画的かつ組織的な暴力事件」だと指摘した。「各民族が固く団結する中、三勢力の扇動による襲撃は必ずや各民族の非難に遭い、敵の分裂・破壊行動は徹底的に失敗するに違いない」とした上で「典型的な社会治安事件であるのに、海外の三勢力はデマを撒き散らし、悪意をもって中国共産党と政府を攻撃した」と述べ、「あの手この手で真相を知らない一般市民を扇動し、デモ行進させ、民族の団結を深刻に破壊し、調和の取れた安定した局面をぶち壊した」と語った。ウイグル族の一部からはヌル・ベクリは新疆の安定を理由とした人権弾圧と民族問題では中央政府に忠実な政策を行ってることから中国の傀儡であるとしてゼロを意味する「ヌル」と名前の「ヌル」をかけて「いないに等しい」と揶揄されていたという。
2014年12月31日に国家発展改革委員会副主任兼国家エネルギー局局長に定年退職した呉新雄の後任として就任。ウイグル族高官が、中央の重要官庁の要職に就くのは異例であり、ウイグル族などの民族対立問題に直面する習近平党総書記として、少数民族重視の姿勢をアピールする狙いがあるとみられる。また、発展改革委副主任兼国家エネルギー局長を務めた劉鉄男被告が収賄罪で無期懲役判決を受けるなど、発展改革委やエネルギー局を舞台にした汚職事件の調査が本格化しており、ヌル・ベクリの登用で人事刷新を目指す意向もあるとされる。
その後、ヌル・ベクリの後任にはショハラト・ザキル同常務委員会主任が選ばれた。同自治区の公式ニュースサイト「天山網」が伝えた。ショハラト・ザキルは2015年3月までに開かれる同自治区人民代表大会を経て、主席代行に就任することとなった。
2018年9月21日、中国共産党中央紀律検査委員会は規律違反でヌル・ベクリを調査していると発表し、2019年3月16日に中央規律検査委員会と国家監察委員会は連名でヌル・ベクリに「重大な規律違反」があったとして、党籍剥奪と起訴を発表した。
2019年12月2日、遼寧省瀋陽市の中級人民法院は無期懲役の判決を下した。20年間に渡り7900万元（約12億円）の賄賂を受け取った他、自身の豪遊、また職権濫用による利益誘導などを認定した。